# Vivir al Este del Edén (álbum de La Unión)
Cuarto álbum del grupo español La Unión, lanzado comercialmente em 1988 bajo el sello Warner Music Group. Considerado un álbum emblemático en su carrera, supuso el espaldarazo definitivo del grupo en términos de popularidad, éxito y reconocimiento, marcando una nueva fase en su trayectoria. 

## El álbum
Tras la conversión del grupo en trío tras la marcha del proyecto de Íñigo Zabala y cuando el grupo optó por la autoproducción, el álbum Vivir al Este del Edén fue una prueba artística y comercial para el grupo. Se grabó íntegramente en Madrid, en los Estudios Fairlight y Torres Sonido.
Gracias al éxito de este álbum empezaron a proyectarse y darse más a conocer en países de América.
La canción Maracaibo tuvo especial repercusión en Venezuela. El origen de la canción se debe a una experiencia que vivió el grupo en 1986 en la ciudad de Nueva York con un taxista de Maracaibo. 

### Remixes
Canciones como Maracaibo o Más y más tuvieron un papel importante en el empuje comercial del álbum debido a sus remezclas para discotecas, en un momento en el que la fiebre por los maxis estaba en todo su apogeo. 
Los remixes fueron remezclados por Elite Beats, producidos por Jay Burnett y programados por John Salmon.
- Más Y Más (Hot Acid) - 9:00[4]
- Maracaibo (Latino Beat Remix) - 6:11[5]
- Maracaibo (Hipnosis) - 5:50

#### Legado
En 20123 se publicó la biografía del grupo, con título homónimo a este álbum.
La canción Más y Más también fue sintonía de La Vuelta Ciclista a España 1989.

## Lista de canciones
1. Vivir al Este del Edén (L. Bolín*, M. Martínez*, R. Sánchez*) - 4:11
2. Maracaibo (L. Bolín*, M. Martínez*, R. Sánchez*) - 4:20
3. Blues (L. Bolín*, M. Martínez*, R. Sánchez*) - 3:40
4. Sin consentimiento (L. Bolín*, M. Martínez*, R. Sánchez*) - 4:30
5. La era del mar (L. Bolín*, M. Martínez*, R. Sánchez*) - 3:40
6. Más y más (L. Bolín*, M. Martínez*, R. Sánchez*) - 5:41
7. A través del espejo (L. Bolín*, M. Martínez*, R. Sánchez*) - 3:54
8. Mi viejo barrio (L. Bolín*, M. Martínez*, R. Sánchez*) - 3:37
9. Natalia (L. Bolín*, M. Martínez*, R. Sánchez*) - 3:50
10. La Uniøn (L. Bolín*, M. Martínez*, R. Sánchez*) - 3:51

## Créditos
- Luis Bolín - Bajo y voz
- Mario Martinez - Guitarra
- Rafa Sánchez - Voz